# エイナル・ミンデダール・ラスムッセン
エイナル・ミンデダール・ラスムッセン（Ejnar Mindedal Rasmussen、1892年6月19日-1975年12月23日）はデンマークの男性建築家。現在の南デンマーク地域Ollerup出身。
1928年のアムステルダムオリンピックの芸術競技の建築部門に出場し、"Swimming pool at Ollerup"で銀メダルを獲得した。